# Azor Matusiwa
Azor Matusiwa, né le 28 avril 1998 à Hilversum (Pays-Bas), est un footballeur néerlandais qui évolue au poste de milieu défensif à Ipswich Town.

## Biographie

### En club

#### Débuts professionnels
Passé par Almere City entre 2011 et 2013, Azor Matusiwa rejoint par la suite le prestigieux centre de formation de l'Ajax Amsterdam. Le 6 mai 2018, il dispute son premier match en professionnel lors d'un match d'Eredivisie face à l'Excelsior Rotterdam. Il est titularisé ce jour-là et son équipe s'impose par deux buts à un. Il s'agit de sa seule apparition avec le maillot Ajacide.
Lors de la deuxième partie de la saison 2018-2019, Azor Matusiwa est prêté à De Graafschap, qui lutte pour son maintien. Avec 20 matchs disputés, il tient un rôle de titulaire dans cette équipe mais n'empêche pas le club de descendre en deuxième division.

#### FC Groningue
Le 7 juin 2019, le transfert d'Azor Matusiwa est annoncé, à la suite de son manque de temps de jeu à l'Ajax Amsterdam, au FC Groningue pour quatre saisons. Le 3 août 2019, il joue son premier match sous ses nouvelles couleurs dès de la première journée de la saison 2019-2020 face au FC Emmen. Il est titularisé et son équipe remporte la partie sur le score de un but à zéro ce jour-là.
Lors du mercato estival de 2020, il est suivi de près par le RC Lens qui souhaite le recruter. Cependant, le club nordiste se heurte au refus du FC Groningue, qui promeut le joueur capitaine de l'équipe durant l'intersaison.

#### Stade de Reims
Le 31 août 2021, Azor Matusiwa signe un contrat de cinq ans avec le Stade de Reims,. Le 12 septembre 2021, il est titulaire pour son premier match officiel sous les couleurs rémoises face au Stade rennais FC (victoire, 0-2). Le 6 février 2022, il marque son premier but en carrière lors d'un match de Ligue 1 contre le FC Girondins de Bordeaux, remporté cinq buts à zéro au stade Auguste-Delaune.
Le 24 juillet 2023, il prolonge son contrat avec le Stade de Reims jusqu'en juin 2027,.

#### Stade rennais FC
Le 22 janvier 2024, Azor Matusiwa s'engage avec le Stade rennais FC en paraphant un contrat jusqu'en juin 2028,. L'indemnité du transfert est estimé à 16 millions d'euros et il choisit de porter le no 6,.
Le 13 avril 2025, il inscrit son premier but avec les Rouges et Noirs et délivre deux passes décisives lors d'un match de championnat contre Le Havre AC (victoire, 1-5),,.

#### Ipswich Town
Le 13 juillet 2025, Azor Matusiwa quitte le Stade rennais FC après une saison et demie pour s'engager avec Ipswich Town, club pensionnaire de Championship,. Il paraphe un contrat de quatre ans avec les Tractor Boys, soit jusqu'en juin 2029.

### En sélection nationale
Le 15 novembre 2020, Azor Matusiwa joue son premier match avec l'équipe des Pays-Bas espoirs en étant titularisé face à la Biélorussie. Son équipe s'impose largement par cinq buts à zéro ce jour-là.

## Statistique
| Saison                | Club                  | Championnat           | Championnat | Championnat | Championnat | Coupe(s) nationale(s) | Coupe(s) nationale(s) | Coupe(s) nationale(s) | Compétition(s) continentale(s) | Compétition(s) continentale(s) | Compétition(s) continentale(s) | Compétition(s) continentale(s) | Total | Total | Total |
| Saison                | Club                  | Division              | M.          | B.          | P.d.        | M.                    | B.                    | P.d.                  | Comp.                          | M.                             | B.                             | P.d.                           | M.    | B.    | P.d.  |
| 2016-2017             | Jong Ajax             | Keuken Kampioen       | 3           | 0           | 0           | -                     | -                     | -                     | -                              | -                              | -                              | -                              | 3     | 0     | 0     |
| 2017-2018             | Jong Ajax             | Keuken Kampioen       | 24          | 0           | 2           | -                     | -                     | -                     | -                              | -                              | -                              | -                              | 24    | 0     | 2     |
| 2018-2019             | Jong Ajax             | Keuken Kampioen       | 3           | 0           | 0           | -                     | -                     | -                     | -                              | -                              | -                              | -                              | 3     | 0     | 0     |
| Sous-total            | Sous-total            | Sous-total            | 30          | 0           | 2           | -                     | -                     | -                     | -                              | -                              | -                              | -                              | 30    | 0     | 2     |
| 2017-2018             | Ajax Amsterdam        | Eredivisie            | 1           | 0           | 0           | -                     | -                     | -                     | C1+C3                          | -                              | -                              | -                              | 1     | 0     | 0     |
| 2019-2020             | FC Groningue          | Eredivisie            | 23          | 0           | 0           | 1                     | 0                     | 0                     | -                              | -                              | -                              | -                              | 24    | 0     | 0     |
| 2020-2021             | FC Groningue          | Eredivisie            | 23          | 0           | 0           | 1                     | 0                     | 0                     | -                              | -                              | -                              | -                              | 24    | 0     | 0     |
| 2021-2022             | FC Groningue          | Eredivisie            | 3           | 0           | 0           | -                     | -                     | -                     | -                              | -                              | -                              | -                              | 3     | 0     | 0     |
| Sous-total            | Sous-total            | Sous-total            | 49          | 0           | 0           | 2                     | 0                     | 0                     | -                              | -                              | -                              | -                              | 51    | 0     | 0     |
| 2018-2019             | De Graafschap (prêt)  | Eredivisie            | 20          | 0           | 2           | -                     | -                     | -                     | -                              | -                              | -                              | -                              | 20    | 0     | 2     |
| 2021-2022             | Stade de Reims        | Ligue 1               | 29          | 1           | 1           | 1                     | 0                     | 0                     | -                              | -                              | -                              | -                              | 30    | 1     | 1     |
| 2022-2023             | Stade de Reims        | Ligue 1               | 30          | 0           | 0           | 1                     | 0                     | 0                     | -                              | -                              | -                              | -                              | 31    | 0     | 0     |
| 2023-2024             | Stade de Reims        | Ligue 1               | 16          | 1           | 0           | 1                     | 0                     | 1                     | -                              | -                              | -                              | -                              | 17    | 1     | 1     |
| Sous-total            | Sous-total            | Sous-total            | 75          | 2           | 1           | 3                     | 0                     | 1                     | -                              | -                              | -                              | -                              | 78    | 2     | 2     |
| 2023-2024             | Stade rennais FC      | Ligue 1               | 12          | 0           | 1           | 2                     | 0                     | 0                     | C3                             | 2                              | 0                              | 0                              | 16    | 0     | 1     |
| 2024-2025             | Stade rennais FC      | Ligue 1               | 29          | 1           | 3           | 2                     | 0                     | 1                     | -                              | -                              | -                              | -                              | 31    | 1     | 4     |
| Sous-total            | Sous-total            | Sous-total            | 41          | 1           | 4           | 4                     | 0                     | 1                     | -                              | 2                              | 0                              | 0                              | 47    | 1     | 5     |
| 2025-2026             | Ipswich Town          | Championship          | 2           | 0           | 0           | -                     | -                     | -                     | -                              | -                              | -                              | -                              | 2     | 0     | 0     |
| Total sur la carrière | Total sur la carrière | Total sur la carrière | 217         | 3           | 9           | 9                     | 0                     | 2                     | -                              | 2                              | 0                              | 0                              | 228   | 3     | 11    |

## Palmarès
Il est vice-champion des Pays-Bas en 2018 avec l'Ajax Amsterdam.